# Jacques Charby
Pour les articles homonymes, voir Charby et Charbit.
Jacques Charby est un comédien, réalisateur et écrivain, militant anticolonialiste français né Jacques Charbit le 13 juin 1929 à Paris 9e et mort le 1er janvier 2006 à Paris 12e,.

## Biographie
Son père, juif originaire de Tlemcen en Algérie, est typographe. C'est un militant anarcho-syndicaliste, fondateur avec Alfred Rosmer et Pierre Monatte de la revue La Révolution prolétarienne. Sa mère est enseignante. Résistante, elle se suicidera en 1941 pour éviter l'arrestation par la Gestapo. Fuyant la déportation vers les camps de la mort, Jacques Charby, âgé de 12 ans, passe clandestinement la ligne de démarcation avec son frère Pierrot, qui avait dix ans, à la recherche leur père qui avait été arrêté à Toulouse. Il y exercera divers métiers pour survivre dont éclusier et vendeur de lacets à la sauvette. À la Libération il adhère aux Jeunesses socialistes dont il sera exclu en 1947 pour « tendances trotskistes ».
À 16 ans, Jacques Charby est reçu au conservatoire de Toulouse puis il participe au Cours de Charles Dullin. Cofondateur du Grenier de Toulouse avec Daniel Sorano, Jacques Duby, Jean-Marie Rivière et son ami André Thorent, il a notamment joué dans Électre de Jean Giraudoux, Polyeucte de Corneille, Malatesta d'Henry de Montherlant dans la mise en scène de Jean-Louis Barrault ou dans Caligula d'Albert Camus où il a tenu le rôle-titre. En parallèle, il a également tourné pour la télévision et au cinéma avec Denys de La Patellière, Georges Ferraro, Lazare Iglesis, Michel Mitrani ou Roberto Rossellini. Figure apprécié du cabaret parisien, il est au Collège Inn, aux Trois Baudets, Chez Gilles, à la Tête de l'Art, à la Galerie 55 et écrit et joue une longue revue chez Agnès Capri.
Syndicaliste actif au Syndicat français des acteurs (CGT) et adhérent à l'Union de la gauche socialiste, pendant la guerre d'Algérie il rejoint le Réseau Jeanson en 1958 en même temps que sa femme Aline Bouveret : il s'y consacre principalement au recrutement dans les milieux du spectacle, à l'hébergement et aux transports de militants algériens et aux transferts de fonds. Arrêté en février 1960 il est incarcéré à la prison de Fresnes où il enseigne le français aux détenus algériens et rédige son livre L'Algérie en prison, interdit en France dès sa parution. Il simule la folie et s’évade en décembre 1960 de l'asile de Ville-Evrard où il a été transféré. Réfugie à Tunis, il y produit des émissions pour Radio-Tunis, travaille pour le Gouvernement provisoire algérien (GPRA) et participe avec Frantz Fanon à la mise sur pied des Maisons d'enfants pour orphelins de guerre. Charby y adoptera un petit garçon algérien mutilé par les paras français. Il recueille les témoignages des enfants qui seront publiés avec leurs dessins en 1962 par François Maspéro dans Les Enfants d'Algérie, livre aussitôt interdit en France. Condamné par contumace à dix ans de prison, il gagne Alger dès l’Indépendance où il réalise le premier long-métrage de fiction algérien, Une si jeune paix (Al-Salam Al-Walid), qui raconte l'histoire de son fils adoptif Mustapha (l'enfant y tient son propre rôle),.
Bénéficiant de la loi d’amnistie de 1966, Jacques Charby rentre en France où il reprend sa carrière de comédien et produit des émissions pour France-Culture.
Jacques Charby milite au Syndicat français des artistes-interprètes (SFA-CGT) et adhère après Mai 68 à la Ligue communiste dont il sera candidat aux élections municipales dans le 19e arrondissement de Paris en 1977 sur une liste LO/LCR.
Au moment où éclate l'affaire Aussaresses Jacques Charby publie dans Le Monde une tribune intitulée Les enfants aussi relatant l'histoire de son fils adoptif Mustapha torturé à l'âge de huit ans par les militaires français. En 2001 Daniel Edinger en tirera, avec la participation de Charby, un documentaire, Guerre d'Algérie, les enfants aussi.
Pour protester contre le harcèlement et l'emprisonnement de journalistes en Algérie il avait refusé la Médaille du Mérite que lui avait décernée le gouvernement algérien.
Moins de deux mois avant sa mort, une polémique dans la presse opposera Jacques Charby à Henri Alleg sur le rôle du Parti communiste français (PCF) dans la guerre d'Algérie. Charby reproche au PCF d'avoir désapprouvé l'insurrection du 1er novembre 1954, d'avoir voté le 12 mars 1956 les pouvoirs spéciaux au socialiste Guy Mollet transmettant en Algérie les compétences des autorités civiles à l'armée et à la police, d'avoir désavoué déserteurs, insoumis et réseaux de soutien au FLN et d'avoir prôné « Paix en Algérie ! » plutôt qu'« Indépendance de l'Algérie !». Henri Alleg réplique en l'accusant de reprendre « des calomnies éculées » et d'être « prisonnier de préjugés anticommunistes ». L'Humanité l'accuse d'« anticommunisme primaire ». Six jours après sa mort, L'Humanité publie - en partie - la réponse de Charby dans laquelle il rappelle qu'un certain nombre de membres du Parti communiste algérien (PCA) avaient rejoint le FLN ou l'ALN, mais seulement « à titre individuel ». L'Humanité ne publia pas la conclusion de la réponse que Charby lui avait adressée le 23 novembre 2005 : « Quant à mon "anticommunisme primaire"… les bras m'en tombent ! Personne ne peut plus prétendre qu'il n'y a qu'au PCF qu'on peut se réclamer du communisme. Je suis communiste depuis longtemps et le demeurerai jusqu'à la fin de mes jours ».
Jacques Charby a été enterré auprès de sa mère le 9 janvier 2006 au carré israélite du cimetière parisien de Pantin en présence de représentants de l'ambassade d'Algérie, de la CGT, de la LCR et d'anciens du Réseau Jeanson et de la Fédération de France du FLN.

## Filmographie

### Comme acteur
- 1959 : Parfois le dimanche (CM) de Ado Kyrou et Raoul Sangla
- 1960 :  Adieu ma jolie.
- 1966 : La Prise de pouvoir par Louis XIV de Roberto Rossellini (TV) : L'assistant de Le Vau
- 1967 : La Bouquetière des innocents de Lazare Iglesis (TV)
- 1969 : Que ferait donc Faber ? de Dolorès Grassian (feuilleton TV)
- 1972 : Les Six hommes en question d'Abder Isker (TV) : Porcher
- 1972 : Au théâtre ce soir : Une femme libre d'Armand Salacrou, mise en scène Jacques Mauclair, réalisation Pierre Sabbagh, théâtre Marigny
- 1972 : La Guerre d'Algérie, documentaire de Yves Courrière et Philippe Monnier : narrateur
- 1973 : On l'appelait Tamerlan de Jacques Trébouta (TV) : Marcel
- 1973 : Héloïse et Abélard de Jacques Trébouta (TV) : Albéric de Reims
- 1973 : Le Drakkar de Jacques Pierre (TV) : Jorioz
- 1975 : L'Aigle à deux têtes de Pierre Cavassilas (TV) : Félix, duc de Willenstein
- 1977 : La Question de Laurent Heynemann
- 1977 : Un juge, un flic de Denys de La Patellière, première saison (1977), épisode : Le Mégalomane
- 1978 : Setubal, ville rouge, documentaire de Daniel Edinger : narrateur
- 1978 : Mamma Rosa ou La farce du destin de Raoul Sangla (feuilleton TV)
- 1979 : Un balcon en forêt de Michel Mitrani : Capt. Varin
- 1980 : Jean Jaurès: vie et mort d'un socialiste d'Ange Casala (TV) : Gustave Rouanet
- 1984 : Femmes de personne de Christopher Frank
- 1984 : L'Appartement de Dominique Giuliani (série TV)
- 1984 : Les Enquêtes du commissaire Maigret, épisode : Maigret se défend de Georges Ferraro
- 1985 : Les Cinq Dernières Minutes : Meurtre à la baguette de Jacques Audoir
- 2001 : Guerre d'Algérie, les enfants aussi, documentaire de Daniel Edinger : lui-même

### Comme réalisateur
- 1965 : Une si jeune paix (Al-Salam Al-Walid)

## Théâtre
- 1950 : Malatesta d'Henry de Montherlant, mise en scène Jean-Louis Barrault, théâtre Marigny
- 1954 : J'ai 17 ans de Marcel Aymé, mise en scène André Barsacq, théâtre de l'Atelier
- 1955 : L'Opéra du gueux de John Gay, mise en scène André Cellier et Gilles Léger, Poche Montparnasse
- 1955 : Les Oiseaux de lune de Marcel Aymé, mise en scène André Barsacq, théâtre de l'Atelier
- 1966 : Le Goûter des généraux de Boris Vian, mise en scène Francois Maistre, théâtre de la Gaîté-Montparnasse
- 1967 : On ne badine pas avec l'amour d'Alfred de Musset, mise en scène Jean Darnel, Festival d'Art dramatique Saint-Malo
- 1969 : Les Rosenberg ne doivent pas mourir d'Alain Decaux, mise en scène Jean-Marie Serreau, théâtre de la Porte-Saint-Martin
- 1971 : La Logeuse de Jacques Audiberti, mise en scène Georges Vitaly, théâtre La Bruyère
- 1972 : Macbett d'Eugène Ionesco, mise en scène Jacques Mauclair, théâtre de l'Alliance française

## Doublage
- 1980 : Des gens comme les autres : Calvin Jarrett (Donald Sutherland)
- 1981 : Les Aventuriers de l'arche perdue : Arnold Toht (Ronald Lacey)

## Publications
- L'Algérie en prison, Éditions de Minuit, 1961
- Les Enfants d'Algérie, Maspero, 1962[15]
- Les Comédiens, (en collaboration), PUF, 1997
- Les Porteurs d'espoir, La Découverte, 2004

## Distinctions
- Prix du Jeune Cinéma, Moscou 1965 pour son film Une si jeune paix (fiction, 100 min., Algérie, 1964, avec Mustapha Belaïd, Ali Larabi)
- Prix Italia pour son adaptation télévisée, avec André Thorent, de Josse de Marcel Aymé